# Tegalglagah
Tegalglagah is een bestuurslaag in het regentschap Brebes van de provincie Midden-Java, Indonesië. Tegalglagah telt 10.608 inwoners (volkstelling 2010).